# Бульвар Данила Галицького (Тернопіль)
Бульвар Данила Галицького — бульвар на Східному масиві міста Тернополя. Перейменований на початку 1990-х на честь Данила Галицького. Раніше називався бульваром 50-річчя СРСР.
Починається від вулиці Лесі Українки і закінчується на проспекті Степана Бандери. Довжина вулиці — 600 м.
Наприкінці вулиці за проспектом Степана Бандери був пам'ятник льотчикам — літак, Парк Національного відродження.

## Історія
У серпні 2013 року завершено реконструкцію бульвару: оновлено водограй та облаштовано дитячий майданчик.

## Архітектура

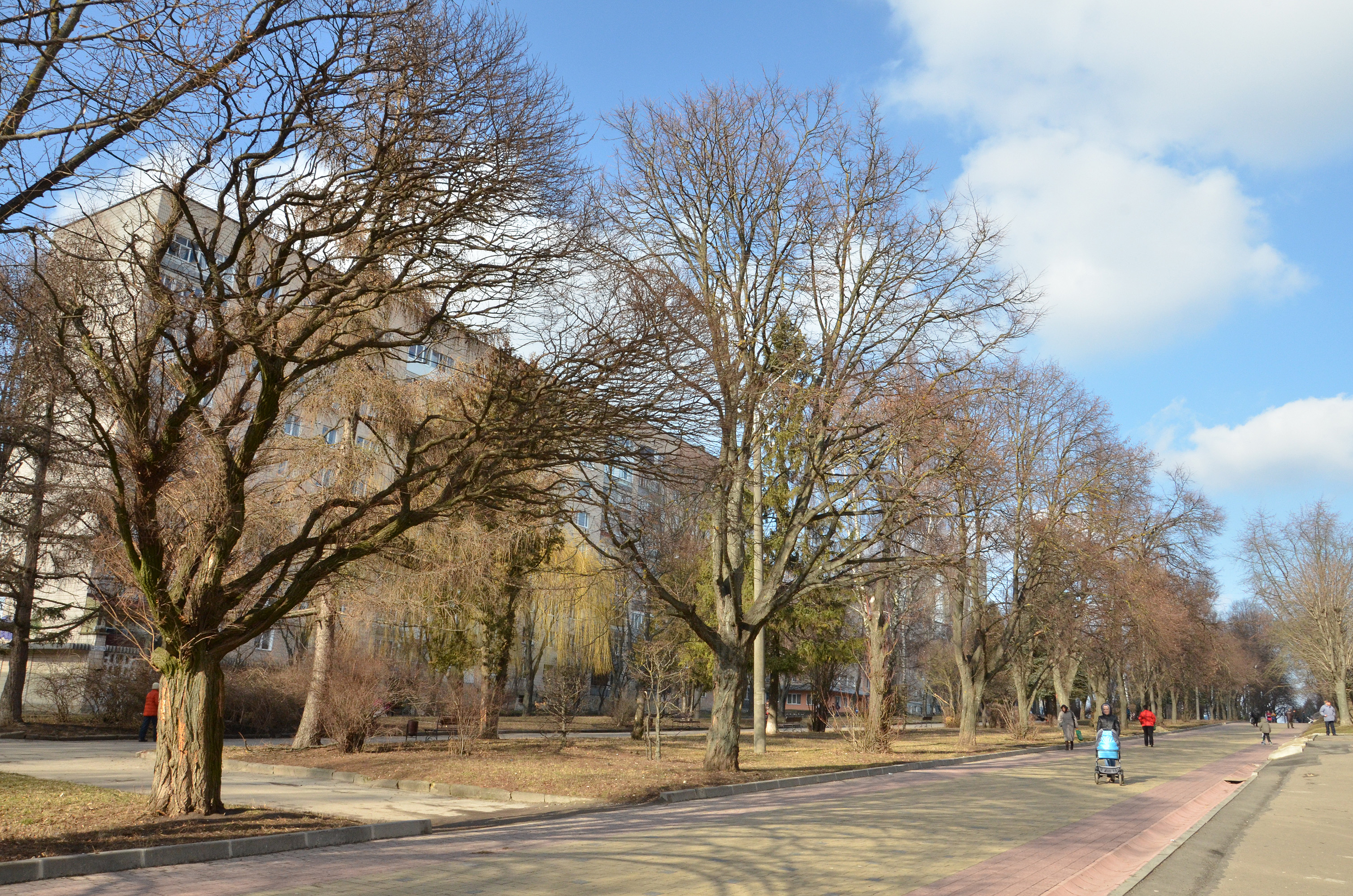
Вигляд на бульвар Данила Галицького

- Церква Матері Божої Неустанної Помочі УГКЦ, на подвір'ї якої є пам'ятка монументального мистецтва місцевого значення — Ікона Матері Божої Неустанної Помочі.

## Установи
- Бібліотека № 4 для дорослих
- Палац спорту

## Транспорт
Зупинки громадського транспорту є на вулиці Лесі Українки і проспекті Степана Бандери.